# ゴンドマール (スペイン)
ゴンドマール（Gondomar）は、スペイン、ガリシア州、ポンテベドラ県の自治体で、コマルカ・デ・ビーゴに属する。ガリシア統計局によると2012年の人口は13,954人（2009年の人口は13,841人）。
ガリシア語話者の自治体人口に占める割合は95.64%（2001年）。

## 地理
ゴンドマールは、ポンテベドラ県の南西部、ガリニェイロ山とミニョール川に挟まれたバル・ミニョール地域にあり、北はニグランとビーゴと、東はオ・ポリーニョと、南はトゥイとトミーニョと、西はバイヨーナと接している。
ゴンドマールはビーゴ司法管轄区に属す。

### 人口
住民は10の教区の157の地区（集落）に居住する。
| ゴンドマールの人口推移 1900－2010                       |
|                                                         |
| 出典:INE（スペイン国立統計局）1900年 - 1991年、1996年 - |

## 歴史
ゴンドマールには多くの考古学的遺物が発見されており、最古のものは後期旧石器時代のものと考えられている。チャイン教区にはドルメンが、ペドラ・モウラにはペトログリフが残されている。また、古代の住居跡であるカストロ・デ・シアンも発見されている。

## 政治
自治体首長はガリシア国民党（PPdeG）のフェルナンド・ギティアン・ギティアン（Fernando Guitián Guitián）。 自治体評議員はガリシア国民党：7、ガリシア民族主義ブロック（BNG）：5、ガリシア社会党（PSdeG-PSOE）：2、自由民主中道党（CDL）：2、IXG：1となっている（2011年5月22日の自治体選挙結果、得票順）。
| 1999年6月13日自治体選挙 |        |        |          |
| 政党                    | 得票数 | 得票率 | 獲得議席 |
| PPdeG                   | 3,513  | 50.68% | 9        |
| PSdeG-PSOE              | 1,577  | 22.75% | 4        |
| BNG                     | 1,414  | 20.40% | 4        |
| INPO                    | 334    | 4.82%  | 0        |

| 2003年5月25日自治体選挙 |        |        |          |
| 政党                    | 得票数 | 得票率 | 獲得議席 |
| PPdeG                   | 3,781  | 48.51% | 9        |
| PSdeG-PSOE              | 2,100  | 26.94% | 4        |
| BNG                     | 1,773  | 22.75% | 4        |

| 2007年5月27日自治体選挙 |        |        |          |
| 政党                    | 得票数 | 得票率 | 獲得議席 |
| PPdeG                   | 3,087  | 36.59% | 7        |
| BNG                     | 2,531  | 30.00% | 5        |
| PSdeG-PSOE              | 1,920  | 22.76% | 4        |
| MO.VE.GOND              | 742    | 8.79%  | 1        |

| 2011年5月22日自治体選挙 |        |        |          |
| 政党                    | 得票数 | 得票率 | 獲得議席 |
| PPdeG                   | 2,851  | 32.88% | 7        |
| BNG                     | 2,420  | 27.91% | 5        |
| PSdeG-PSOE              | 1,140  | 13.15% | 2        |
| CDL                     | 838    | 9.66%  | 2        |
| IXG                     | 785    | 9.05%  | 1        |
| EU-IU                   | 424    | 4.89%  | 0        |
| FE de las JONS          | 29     | 0.33%  | 0        |

## 教区
ゴンドマールは10の教区に分けられる。
- ボレイロス（サン・マルティーニョ）
- チャイン（サンタ・マリーア）
- コウソ（サン・クリストーボ）
- ドーナス（サンタ・バイア）
- コンドマール（サン・ビエイト）
- マニューフェ（サン・ビセンテ）
- モルガダンス（サンティアーゴ）
- ペイティエイロス（サン・ミゲル）
- ビラーサ（サンタ・マリーア）
- ビンシオス（サンタ・マリーニャ）

## ギャラリー

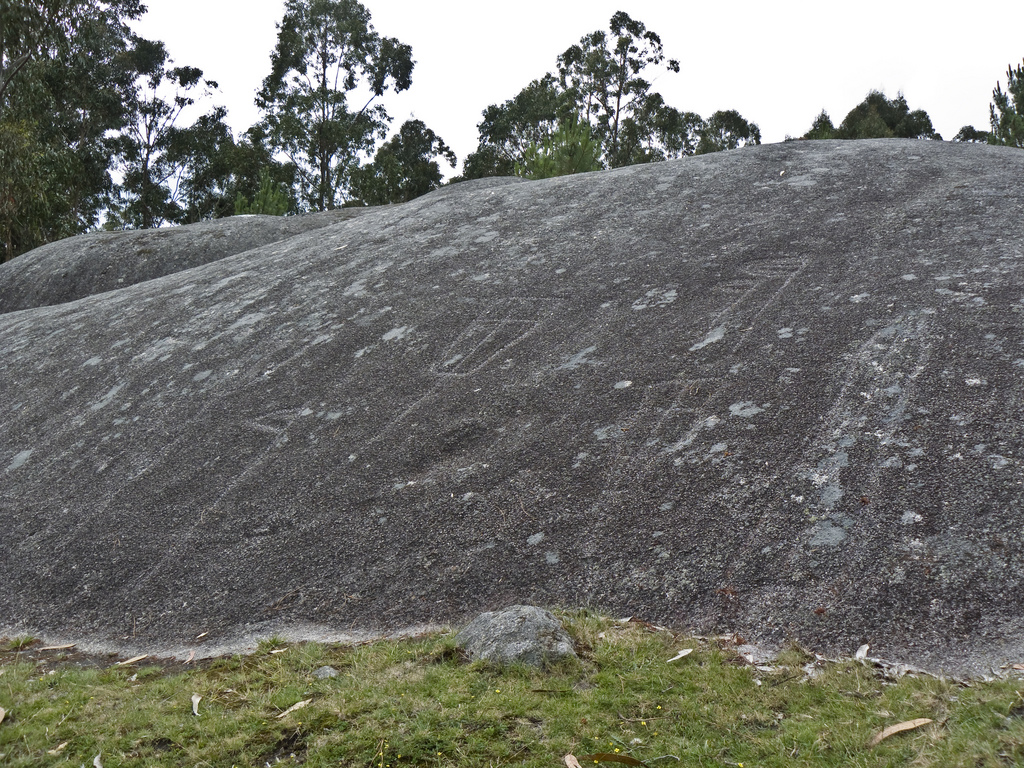
アウガ・ダ・ラシェのペトログリフ
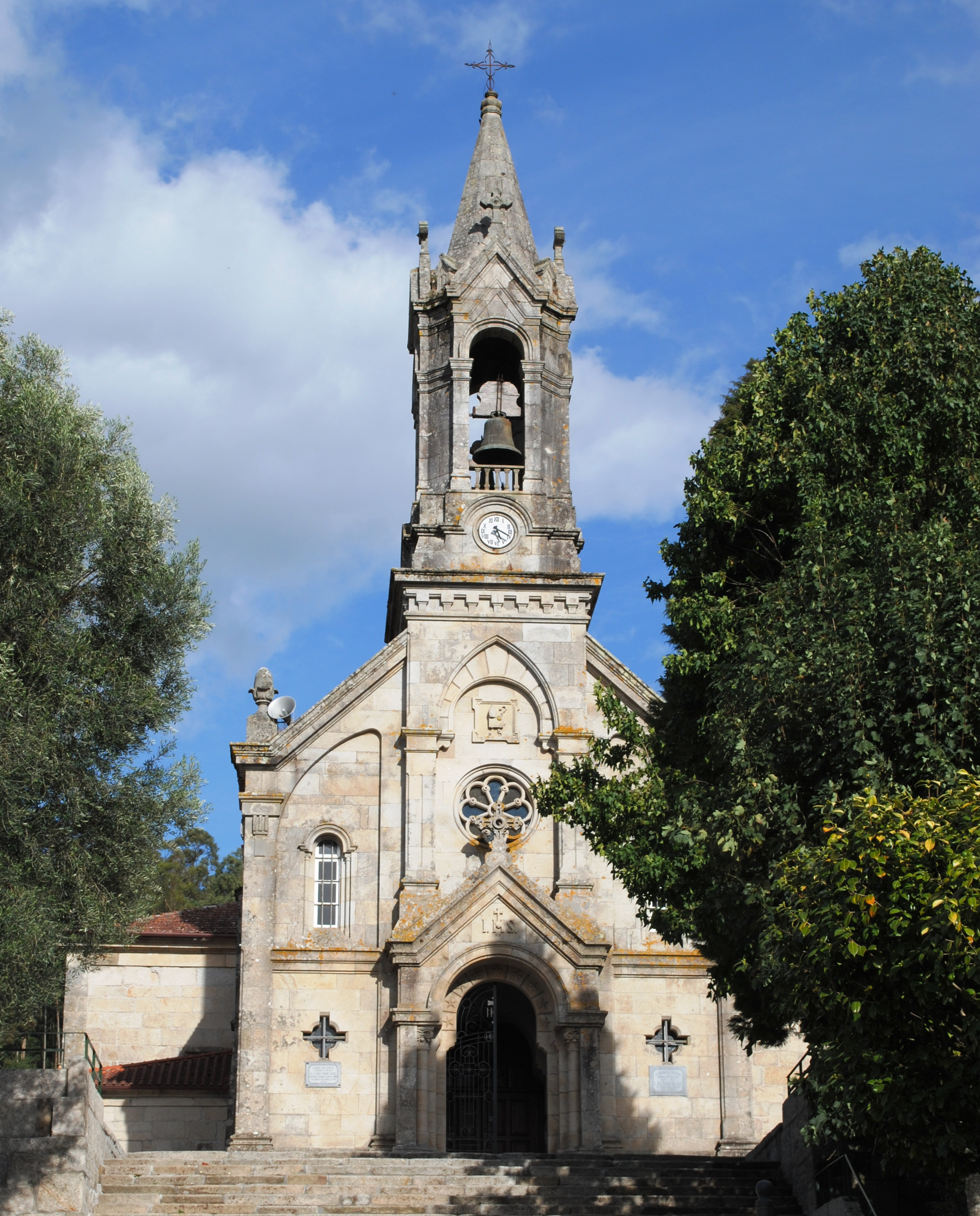
サン・ビエイト教会

## 出身著名人
- マヌエル・エルミーダ・ロサーダ（Manuel Hermida Losada）（1924 - 2005） - 元セルタ・デ・ビーゴの選手。エルミディータの愛称で親しまれていた。